# CACI
Cet article concerne la société militaire privée. Pour le Central Asia-Caucasus Institute, voir Institut Asie centrale-Caucase.
CACI International, Inc est une société militaire privée fondé en 1962 ayant son siège social aux États-Unis.
CACI International se classait en 2023 au 27e rang mondial pour la production d'armement.

## Caractéristiques
À l'origine fournisseur de solutions informatiques, la société a évolué jusqu'à  fournir divers services aux armées ainsi qu'un service d'interrogations. La firme compte 15 800 employés, dont la moitié travaillent près de Washington . En 2008, 95 % de ses revenus, dont le total s'élevait à 2,4 milliards de dollars, provenaient de contrats avec le département de la Défense ou des agences liées au Pentagone (DARPA, Missile Defense Agency, etc.) .

## Scandale d'Abou Ghraib (2003-2004)
Ses employés furent liés au scandale d'Abou Ghraib en Irak en 2003 et 2004.
Officiellement, d'après les dires des représentants de la société, les trois personnes liés à CACI ayant participé aux actes de torture d'Abou Ghraib auraient quitté la société en 2004.
En 2004, cette entreprise a été citée (ainsi que Titan Corp, une autre SMP sous contrat avec le gouvernement américain, appartenant maintenant à L-3 Communications) dans l'affaire des atteintes aux droits de l'homme, tortures et sévices sur les prisonniers d'Abou Ghraib.
Les employés Joe Ryan et Steven Stephanowicz ont été interrogés durant l'enquête (le Taguba report).
Selon un rapport récent de l'armée, un interrogateur de la CACI a dit : « Fait un faux témoignage à l'équipe d'enquête à propos de la location de ses interrogatoires, des activités durant les interrogatoires et sa connaissance des sévices et tortures pratiquées. »
Plus tard, les enquêteurs ont découvert que l'interrogateur de la CACI encourageait la police militaire à terroriser les détenus, et « ...savait clairement que ses instructions (ordres ? Les rapports hiérarchiques entre l'armée et les SMP ne semblent apparemment pas encore clairement définis) signifiaient l'application de sévices physiques. »

## Source
- (en) Cet article est partiellement ou en totalité issu de l’article de Wikipédia en anglais intitulé « CACI » (voir la liste des auteurs).